# Voster ATS Team
Voster ATS Team (Kod UCI: VOS) – polska grupa kolarska należąca do dywizji UCI Continental Teams.
Zespół został założony w 2016 w Stalowej Woli przez Krzysztofa Parmę. W 2017 dołączyła do dywizji UCI Continental Teams. Dyrektorem sportowym drużyny jest Mariusz Witecki.

## Nazwa grupy w poszczególnych latach
| lata      | nazwa                 |
| --------- | --------------------- |
| 2016      | Voster Cycling Team   |
| 2017–2018 | Voster Uniwheels Team |
| od 2018   | Voster ATS Team       |

## Sezony

### 2024

#### Skład
| Skład drużyny 2024      | Skład drużyny 2024 | Skład drużyny 2024 | Skład drużyny 2024              |
| Imię i nazwisko         | Data urodzenia     | Państwo            | Poprzednia grupa                |
| ----------------------- | ------------------ | ------------------ | ------------------------------- |
| Radosław Frątczak       | 18 września 2002   | Polska             | Klub Kolarski Tarnovia (2023)   |
| Mateusz Kostański       | 3 maja 1999        | Polska             | Klub Kolarski Tarnovia (2021)   |
| Piotr Maślak            | 15 grudnia 2003    | Polska             | Klub Kolarski Tarnovia (2023)   |
| Jakub Murias            | 20 marca 1998      | Polska             | TC Chrobry Scott Głogów (2019)  |
| Antoni Olszar           | 18 września 2001   | Polska             | TC Chrobry Scott Głogów (2023)  |
| Krzysztof Parma         | 8 marca 1987       | Polska             | Krismar Big Silvant Team (2015) |
| Kacper Peret            | 12 grudnia 2002    | Polska             |                                 |
| Artur Sowiński          | 29 stycznia 1997   | Polska             | Pogoń Mostostal Puławy (2021)   |
| Dawid Wika-Czarnowski   | 30 listopada 2005  | Polska             | FlandersColor Galloo (2023)     |
| Maksymilian Wiśniowski  | 13 lipca 2004      | Polska             |                                 |
|                         |                    |                    |                                 |
| Źródło: ProCyclingStats |                    |                    |                                 |

#### Zwycięstwa
| Zwycięstwa | Zwycięstwa                  | Zwycięstwa           | Zwycięstwa | Zwycięstwa        | Zwycięstwa |
| Data       | Wyścig                      | Państwo              | Kategoria  | Zwycięzca         |            |
| ---------- | --------------------------- | -------------------- | ---------- | ----------------- | ---------- |
| 21 kwi     | Belgrad-Banja Luka, 4. etap | Bośnia i Hercegowina | 2.2        | Radosław Frątczak |            |

### 2023

#### Skład
| Skład drużyny 2023                | Skład drużyny 2023 | Skład drużyny 2023 | Skład drużyny 2023               |
| Imię i nazwisko                   | Data urodzenia     | Państwo            | Poprzednia grupa                 |
| --------------------------------- | ------------------ | ------------------ | -------------------------------- |
| Piotr Brożyna                     | 17 lutego 1995     | Polska             | HRE Mazowsze Serce Polski (2022) |
| Mateusz Grabis                    | 24 sierpnia 1994   | Polska             | TC Chrobry Saroni Głogów (2016)  |
| Mateusz Kostański                 | 3 maja 1999        | Polska             | Klub Kolarski Tarnovia (2021)    |
| Jakub Murias                      | 20 marca 1998      | Polska             | TC Chrobry Scott Głogów (2019)   |
| Damian Papierski                  | 26 stycznia 2000   | Polska             | CCC Development (2020)           |
| Krzysztof Parma                   | 8 marca 1987       | Polska             | Krismar Big Silvant Team (2015)  |
| Maciej Paterski                   | 12 września 1986   | Polska             | Wibatech Merx (2020)             |
| Kacper Peret                      | 12 grudnia 2002    | Polska             |                                  |
| Filip Prokopyszyn (15 cze–24 mar) | 10 sierpnia 2000   | Polska             | HRE Mazowsze Serce Polski (2022) |
| Bartosz Rudyk                     | 18 września 1998   | Polska             | Santic-Wibatech (2022)           |
| Igor Sęk                          | 30 maja 2003       | Polska             |                                  |
| Artur Sowiński                    | 29 stycznia 1997   | Polska             | Pogoń Mostostal Puławy (2021)    |
| Patryk Stosz                      | 15 lipca 1994      | Polska             | CCC Development (2019)           |
|                                   |                    |                    |                                  |
| Źródło: ProCyclingStats           |                    |                    |                                  |

#### Zwycięstwa
| Zwycięstwa | Zwycięstwa                                  | Zwycięstwa | Zwycięstwa | Zwycięstwa      | Zwycięstwa |
| Data       | Wyścig                                      | Państwo    | Kategoria  | Zwycięzca       |            |
| ---------- | ------------------------------------------- | ---------- | ---------- | --------------- | ---------- |
| 5 mar      | Trofej Poreč                                | Chorwacja  | 1.2        | Patryk Stosz    |            |
| 19 kwi     | Belgrad-Banja Luka, 1. etap                 | Serbia     | 2.2        | Bartosz Rudyk   |            |
| 9 lip      | Visegrad 4 Bicycle Race Grand Prix Slovakia | Słowacja   | 1.2        | Maciej Paterski |            |
| 29 lip     | Dookoła Mazowsza, 4. etap                   | Polska     | 2.2        | Bartosz Rudyk   |            |
| 30 lip     | Puchar Ministra Obrony Narodowej            | Polska     | 1.2        | Bartosz Rudyk   |            |
| 28 sie     | Dookoła Bułgarii, 2. etap                   | Bułgaria   | 2.2        | Mateusz Grabis  |            |
| 29 sie     | Dookoła Bułgarii, 3. etap                   | Bułgaria   | 2.2        | Patryk Stosz    |            |

### 2022

#### Skład
| Skład drużyny 2022                | Skład drużyny 2022 | Skład drużyny 2022 | Skład drużyny 2022               |
| Imię i nazwisko                   | Data urodzenia     | Państwo            | Poprzednia grupa                 |
| --------------------------------- | ------------------ | ------------------ | -------------------------------- |
| Paweł Cieślik                     | 12 kwietnia 1986   | Polska             | Wibatech Merx (2019)             |
| Mateusz Grabis                    | 24 sierpnia 1994   | Polska             | TC Chrobry Saroni Głogów (2016)  |
| Mateusz Kostański                 | 3 maja 1999        | Polska             | Klub Kolarski Tarnovia (2021)    |
| Szymon Krawczyk                   | 8 sierpnia 1998    | Polska             | CCC Development (2020)           |
| Jakub Murias                      | 20 marca 1998      | Polska             | TC Chrobry Scott Głogów (2019)   |
| Damian Papierski                  | 26 stycznia 2000   | Polska             | CCC Development (2020)           |
| Krzysztof Parma                   | 8 marca 1987       | Polska             | Krismar Big Silvant Team (2015)  |
| Maciej Paterski                   | 12 września 1986   | Polska             | Wibatech Merx (2020)             |
| Szymon Rekita                     | 5 stycznia 1994    | Polska             | Leopard Pro Cycling (2020)       |
| Artur Sowiński                    | 29 stycznia 1997   | Polska             | Pogoń Mostostal Puławy (2021)    |
| Patryk Stosz                      | 15 lipca 1994      | Polska             | CCC Development (2019)           |
| Kacper Peret (1 maj–31 gru)       | 12 grudnia 2002    | Polska             |                                  |
| Filip Prokopyszyn (15 cze–24 mar) | 10 sierpnia 2000   | Polska             | HRE Mazowsze Serce Polski (2022) |
|                                   |                    |                    |                                  |
| Źródło: ProCyclingStats           |                    |                    |                                  |

#### Zwycięstwa
| Zwycięstwa       | Zwycięstwa                                             | Zwycięstwa | Zwycięstwa | Zwycięstwa       | Zwycięstwa |
| Data             | Wyścig                                                 | Państwo    | Kategoria  | Zwycięzca        |            |
| ---------------- | ------------------------------------------------------ | ---------- | ---------- | ---------------- | ---------- |
| 27 mar           | GP Adria Mobil                                         | Słowenia   | 1.2        | Maciej Paterski  |            |
| 22 maj           | GP Gorenjska                                           | Słowenia   | 1.2        | Patryk Stosz     |            |
| 4 cze            | Małopolski Wyścig Górski, 2. etap                      | Polska     | 2.2        | Patryk Stosz     |            |
| 2 lip            | Wyścig Solidarności i Olimpijczyków, 4. etap           | Polska     | 2.2        | Patryk Stosz     |            |
| 16 lip           | Gemenc Grand Prix, 1. etap                             | Węgry      | 2.2        | Damian Papierski |            |
| 10 sie           | Tour of Szeklerland, 2. etap                           | Rumunia    | 2.2        | Szymon Rekita    |            |
| 11 sie           | Tour of Szeklerland, 3. etap                           | Rumunia    | 2.2        | Maciej Paterski  |            |
| 13 sierpnia 2022 | Tour of Szeklerland, klasyfikacja generalna            | Rumunia    | 2.2        | Szymon Rekita    |            |
| 30 sie           | Dookoła Bułgarii, 3. a etap                            | Bułgaria   | 2.2        | Patryk Stosz     |            |
| 30 sie           | Dookoła Bułgarii, 3. b etap                            | Bułgaria   | 2.2        | Szymon Rekita    |            |
| 1 wrz            | Dookoła Bułgarii, 5. etap                              | Bułgaria   | 2.2        | Szymon Rekita    |            |
| 3 wrz            | In the footsteps of the Romans, 1. etap                | Bułgaria   | 2.1        | Maciej Paterski  |            |
| 4 września 2022  | In the footsteps of the Romans, klasyfikacja generalna | Bułgaria   | 2.1        | Maciej Paterski  |            |

### 2021

#### Skład
| Skład drużyny 2021      | Skład drużyny 2021  | Skład drużyny 2021 | Skład drużyny 2021              |
| Imię i nazwisko         | Data urodzenia      | Państwo            | Poprzednia grupa                |
| ----------------------- | ------------------- | ------------------ | ------------------------------- |
| Paweł Cieślik           | 12 kwietnia 1986    | Polska             | Wibatech Merx (2019)            |
| Paweł Franczak          | 7 października 1991 | Polska             | CCC Sprandi Polkowice (2018)    |
| Mateusz Grabis          | 24 sierpnia 1994    | Polska             | TC Chrobry Saroni Głogów (2016) |
| Sylwester Janiszewski   | 24 stycznia 1988    | Polska             | Wibatech Merx 7R (2018)         |
| Szymon Krawczyk         | 8 sierpnia 1998     | Polska             | CCC Development (2020)          |
| Jakub Murias            | 20 marca 1998       | Polska             | TC Chrobry Scott Głogów (2019)  |
| Damian Papierski        | 26 stycznia 2000    | Polska             | CCC Development (2020)          |
| Krzysztof Parma         | 8 marca 1987        | Polska             | Krismar Big Silvant Team (2015) |
| Maciej Paterski         | 12 września 1986    | Polska             | Wibatech Merx (2020)            |
| Kacper Peret            | 12 grudnia 2002     | Polska             |                                 |
| Szymon Rekita           | 5 stycznia 1994     | Polska             | Leopard Pro Cycling (2020)      |
| Patryk Stosz            | 15 lipca 1994       | Polska             | CCC Development (2019)          |
|                         |                     |                    |                                 |
| Źródło: ProCyclingStats |                     |                    |                                 |

#### Zwycięstwa
| Zwycięstwa       | Zwycięstwa                                           | Zwycięstwa           | Zwycięstwa | Zwycięstwa      | Zwycięstwa |
| Data             | Wyścig                                               | Państwo              | Kategoria  | Zwycięzca       |            |
| ---------------- | ---------------------------------------------------- | -------------------- | ---------- | --------------- | ---------- |
| 23 kwi           | Belgrad-Banja Luka, 2. etap                          | Bośnia i Hercegowina | 2.1        | Patryk Stosz    |            |
| 5 cze            | Małopolski Wyścig Górski, 2. etap                    | Polska               | 2.2        | Patryk Stosz    |            |
| 20 cze           | Mistrzostwa Polski – start wspólny                   | Polska               | CN         | Maciej Paterski |            |
| 23 cze           | Wyścig Solidarności i Olimpijczyków, 1. etap         | Polska               | 2.2        | Patryk Stosz    |            |
| 20 sie           | Szlakiem Grodów Piastowskich, 1. etap                | Polska               | 2.2        | Patryk Stosz    |            |
| 21 sie           | Szlakiem Grodów Piastowskich, 2. etap                | Polska               | 2.2        | Maciej Paterski |            |
| 22 sierpnia 2021 | Szlakiem Grodów Piastowskich, klasyfikacja generalna | Polska               | 2.2        | Maciej Paterski |            |
| 1 wrz            | Dookoła Rumunii, 1. etap                             | Rumunia              | 2.2        | Patryk Stosz    |            |
| 5 wrz            | Dookoła Rumunii, 5. etap                             | Rumunia              | 2.2        | Patryk Stosz    |            |

### 2020

#### Skład
| Skład drużyny 2020                       | Skład drużyny 2020  | Skład drużyny 2020 | Skład drużyny 2020              |
| Imię i nazwisko                          | Data urodzenia      | Państwo            | Poprzednia grupa                |
| ---------------------------------------- | ------------------- | ------------------ | ------------------------------- |
| Piotr Brożyna                            | 17 lutego 1995      | Polska             | CCC Development (2019)          |
| Paweł Cieślik                            | 12 kwietnia 1986    | Polska             | Wibatech Merx (2019)            |
| Paweł Franczak                           | 7 października 1991 | Polska             | CCC Sprandi Polkowice (2018)    |
| Mateusz Grabis                           | 24 sierpnia 1994    | Polska             | TC Chrobry Saroni Głogów (2016) |
| Sylwester Janiszewski                    | 24 stycznia 1988    | Polska             | Wibatech Merx 7R (2018)         |
| Adam Stachowiak                          | 10 czerwca 1989     | Polska             | Verva ActiveJet (2016)          |
| Patryk Stosz                             | 15 lipca 1994       | Polska             | CCC Development (2019)          |
| Wojciech Sykała                          | 27 marca 1994       | Polska             | Wibatech Merx (2019)            |
| Mateusz Taciak (1 sty–18 maj)            | 19 czerwca 1984     | Polska             | CCC Sprandi Polkowice (2018)    |
| Jakub Murias                             | 20 marca 1998       | Polska             | TC Chrobry Scott Głogów (2019)  |
| Krzysztof Parma                          | 8 marca 1987        | Polska             | Krismar Big Silvant Team (2015) |
|                                          |                     |                    |                                 |
| Źródła: ProCyclingStats Cycling Archives |                     |                    |                                 |

### 2019

#### Skład
| Skład drużyny 2019      | Skład drużyny 2019   | Skład drużyny 2019 | Skład drużyny 2019                    |
| Imię i nazwisko         | Data urodzenia       | Państwo            | Poprzednia grupa                      |
| ----------------------- | -------------------- | ------------------ | ------------------------------------- |
| Adrian Banaszek         | 21 października 1993 | Polska             | Kolss (2017)                          |
| Paweł Franczak          | 7 października 1991  | Polska             | CCC Sprandi Polkowice (2018)          |
| Mateusz Grabis          | 24 sierpnia 1994     | Polska             | TC Chrobry Saroni Głogów (2016)       |
| Sylwester Janiszewski   | 24 stycznia 1988     | Polska             | Wibatech Merx 7R (2018)               |
| Mateusz Komar           | 18 lipca 1985        | Polska             | Domin Sport (2016)                    |
| Szymon Krawczyk         | 8 sierpnia 1998      | Polska             | Kaliskie Towarzystwo Kolarskie (2016) |
| Krzysztof Parma         | 8 marca 1987         | Polska             | Krismar Big Silvant Team (2015)       |
| Leszek Pluciński        | 3 czerwca 1990       | Polska             | CCC Sprandi Polkowice (2018)          |
| Adam Stachowiak         | 10 czerwca 1989      | Polska             | Verva ActiveJet (2016)                |
| Mateusz Taciak          | 19 czerwca 1984      | Polska             | CCC Sprandi Polkowice (2018)          |
|                         |                      |                    |                                       |
| Źródło: ProCyclingStats |                      |                    |                                       |

### 2018

#### Skład
| Skład drużyny 2018      | Skład drużyny 2018   | Skład drużyny 2018 | Skład drużyny 2018                    |
| Imię i nazwisko         | Data urodzenia       | Państwo            | Poprzednia grupa                      |
| ----------------------- | -------------------- | ------------------ | ------------------------------------- |
| Adrian Banaszek         | 21 października 1993 | Polska             | Kolss (2017)                          |
| Dawid Czubak            | 30 września 1998     | Polska             | Kaliskie Towarzystwo Kolarskie (2016) |
| Mateusz Grabis          | 24 sierpnia 1994     | Polska             | TC Chrobry Saroni Głogów (2016)       |
| Mateusz Komar           | 18 lipca 1985        | Polska             | Domin Sport (2016)                    |
| Szymon Krawczyk         | 8 sierpnia 1998      | Polska             | Kaliskie Towarzystwo Kolarskie (2016) |
| Mateusz Nowaczek        | 13 marca 1991        | Polska             | Krismar Big Silvant Team (2016)       |
| Krzysztof Parma         | 8 marca 1987         | Polska             | Krismar Big Silvant Team (2015)       |
| Michał Podlaski         | 3 maja 1988          | Polska             | Verva ActiveJet (2016)                |
| Przemyslaw Sobieraj     | 26 września 1991     | Polska             | Wibatech Fuji (2016)                  |
| Adam Stachowiak         | 10 czerwca 1989      | Polska             | Verva ActiveJet (2016)                |
|                         |                      |                    |                                       |
| Źródło: ProCyclingStats |                      |                    |                                       |

### 2017

#### Skład
| Skład drużyny 2017              | Skład drużyny 2017 | Skład drużyny 2017 | Skład drużyny 2017                    |
| Imię i nazwisko                 | Data urodzenia     | Państwo            | Poprzednia grupa                      |
| ------------------------------- | ------------------ | ------------------ | ------------------------------------- |
| Dawid Czubak                    | 30 września 1998   | Polska             | Kaliskie Towarzystwo Kolarskie (2016) |
| Mateusz Grabis                  | 24 sierpnia 1994   | Polska             | TC Chrobry Saroni Głogów (2016)       |
| Mateusz Komar                   | 18 lipca 1985      | Polska             | Domin Sport (2016)                    |
| Artur Krasnodębski              | 22 lutego 1996     | Polska             | Krismar Big Silvant Team (2015)       |
| Szymon Krawczyk                 | 8 sierpnia 1998    | Polska             | Kaliskie Towarzystwo Kolarskie (2016) |
| Jakub Najs                      | 22 sierpnia 1994   | Polska             | TC Chrobry Saroni Głogów (2016)       |
| Mateusz Nowaczek                | 13 marca 1991      | Polska             | Krismar Big Silvant Team (2016)       |
| Krzysztof Parma                 | 8 marca 1987       | Polska             | Krismar Big Silvant Team (2015)       |
| Michał Podlaski                 | 3 maja 1988        | Polska             | Verva ActiveJet (2016)                |
| Przemyslaw Sobieraj             | 26 września 1991   | Polska             | Wibatech Fuji (2016)                  |
| Adam Stachowiak (28 lut–31 gru) | 10 czerwca 1989    | Polska             | Verva ActiveJet (2016)                |
|                                 |                    |                    |                                       |
| Źródło: ProCyclingStats         |                    |                    |                                       |